# 2010年山东淄博幼儿园血案
山东淄博幼儿园血案发生在2010年8月3日下午4点左右，山东省淄博市博山区实验幼儿园，一名持刀男子，趁家长接孩子回家之际，用刀砍死砍伤多名师生。
事件中的死伤人数报道不一。法新社报道，至少三名儿童被砍死，三名儿童受伤，另有三名教师受伤；纽约时报说，事件中有四名儿童被砍死，伤者约20人；美联社说，幼儿园杀戮事件中有四人死亡，其中一人是教师。香港星岛日报援引网友的话说，事件中五人死亡，其中教师三名，儿童两人，另有12人受伤，被砍死的教师中可能一人是这家幼儿园的副院长。

2010年8月4日，据新华社报道，29岁的方建堂(音译)在行凶后不久被逮捕。报道称，三名儿童遇害。另有3名儿童和4名教师被送往医院。方建堂对罪行供认不讳。警方已经找到他的作案凶器--一把60厘米长的刀。目前尚不清楚其杀人动机。
中国2010年至少有15名儿童死于校园袭击案，这使得中国总理温家宝承诺政府将找出根本原因。

## 新闻封锁
中国官方媒体，其中包括新华网山东地方新闻频道，星期三都找不到有关这次严重事件的新闻报道，事件披露目前几乎完全由非官方渠道进行。美联社说，这种情况很可能表明，官方媒体已得到通知，避免涉及这个敏感题目。美联社记者显然也采访了淄博市府，得到的答复也是“无可奉告”。
搜索中国的百度网，可以看到多处有关山东淄博试验幼儿园发生血案的新闻标题，不过点击连接后大都被告知，“指定主题不存在，或已被删除，或正在被审核”。